# Konstantinos Kavafis
Konstantinos Kavafis (29. dubna 1863 Alexandrie, Osmanská říše – 29. dubna 1933 Alexandrie, Egyptské království), též Konstantin či Konstantinos Petrou Kavafis, řecky Κωνσταντίνος Π. Καβάφης, byl řecký básník, po většinu svého života spjatý s Alexandrií, který se živil jako novinář a úředník. Jeho poezie svými náměty čerpá z různých aspektů antiky, křesťanství, patriotismu a homosexuality, jakkoliv lze doložit, že se ve své roli nonkonformisty necítil pohodlně. Zveřejnil 154 básní, mnoho desítek dalších je dochováno ve fragmentech. Většinu svého díla napsal před čtyřicátým rokem života. Někdy používal vedle otcova příjmení i příjmení matky – Fótiadis.

## Život
Narodil se v Alexandrii řeckým rodičům a byl pokřtěn v Řecké pravoslavné církvi. Jeho otec, jehož rodina pocházela z Konstantinopole, byl bohatým obchodníkem, kterému se podařilo získat britské občanství. Po otcově smrti v roce 1870 rodina žila přechodně v Liverpoolu, kde se Kavafisovi dostalo anglického vzdělání, ale dobře ovládl i francouzštinu. V roce 1877 se rodina z důvodu finanční krize musela vrátit do Alexandrie. Roku 1882 v době protibritských bouří, které vyústily v britsko-egyptskou válku, Kavafis Alexandrii znovu opustil a uchýlil se k příbuzným do Konstantinopole. V roce 1885 se opět vrátil do rodného města, kde prožil zbytek života. Nejprve pracoval jako novinář a poté třicet let jako úředník britského ministerstva veřejných prací (Egypt zůstal do roku 1926 britským protektorátem). Svou poezii zveřejňoval v letech 1891–1904, avšak zprvu jen pro úzký okruh přátel. V roce 1903 byl uveden do řeckých literárních kruhů, jeho poezii se však pro její odlišnost od hlavního literárního proudu nedostalo za básníkova života většího uznání. Všeobecně se má za to, že Kavafis byl homoeroticky orientován, jak tomu ostatně nasvědčuje i řada jeho básní.
Zemřel v roce 1933 v den svých 70. narozenin na rakovinu hrtanu. Po jeho smrti rostla jeho reputace a dnes je uznáván za významného představitele moderní řecké poezie. Anglický spisovatel Edward Morgan Forster, který Kavafise poznal osobně, se stal spolu s Arnoldem Toynbeem a T.S. Eliotem hlavním popularizátorem Kavafisovy poezie před 2. světovou válkou v Anglii. Později jeho slávu šířil i Lawrence Durrell, autor známé literární tetralogie Alexandrijský kvartet (k postavě Balthasara snad Kavafis posloužil jako předobraz). Do českého prostředí byl uveden výborem, který pro časopis Světová literatura (č. 4, rok 1967) připravili Růžena Dostálová a Antonín Brousek.

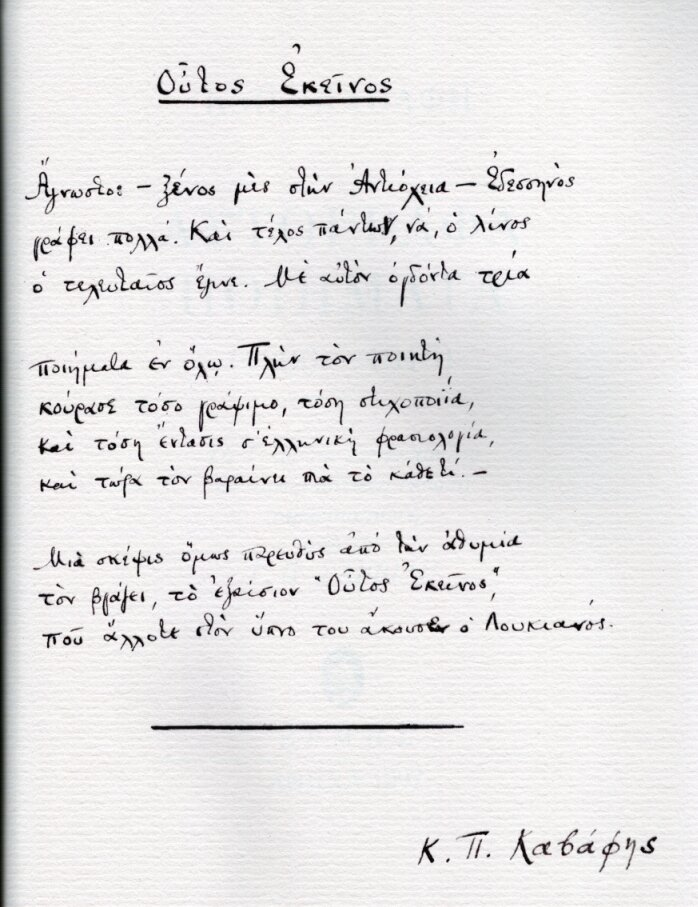
Rukopis básně Toto je člověk

## Básnické dílo
Kavafis sám v jednom svém tvůrčím období rozdělil své básně do tří skupin: na filozofické, historické a hédonistické. Tyto kategorie se ovšem v řadě případů prolínají. Byl „učeným básníkem“, podobně jako římští napodobitelé alexandrijské poezie byli poetae docti. V jeho básních se vyskytuje množství historických odkazů, k nimž Kavafis studoval prameny i odbornou literaturu. Jako první použil v řecké poezii volný verš, musel jej však obhajovat před soudobou literární kritikou. Na historických tématech a motivech (pozdní) antiky měl příležitost manifestovat svou erotickou a citovou orientaci. Inspiroval řadu dalších spisovatelů (v české literatuře například Václava Jamka), ale i umělců z jiných oborů (cyklus kreseb anglického malíře Davida Hockneye z roku 1966 vznikl jako ilustrace k jeho veršům).

### Česká knižní bibliografie
- Nebezpečné touhy. Praha: Mladá fronta, 1997. 129 s. ISBN 80-204-0694-8. Překlad Růžena Dostálová, Jiří Pelán
- Básně. Červený Kostelec: Pavel Mervart, 2013. 387 s. ISBN 978-80-7465-047-5. Překlad Růžena Dostálová, Vojtěch Hladký, Jiří Pelán

### Filmografie
- Cavafy, životopisný film řeckého režiséra Iannise Smaragdise z roku 1996 s Vangelisovou hudbou